# آوکسبورک

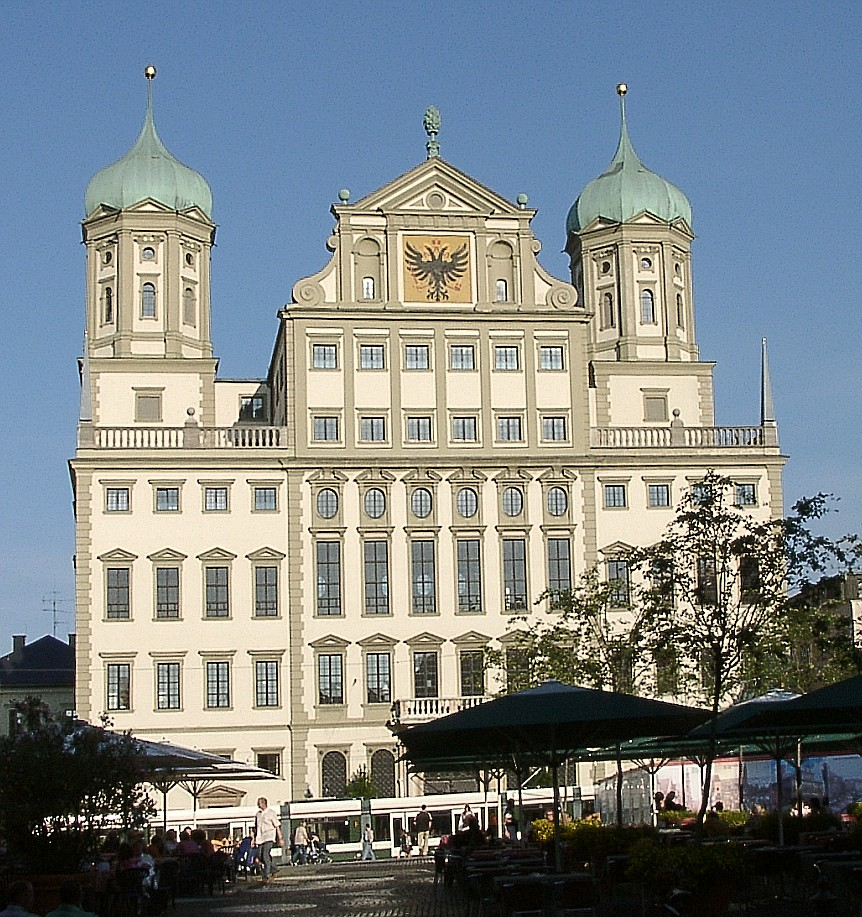
شهرداری آوگسبورگ

آوگسبورگ (به آلمانی: Augsburg) شهری در جنوب غربی ایالت بایرن آلمان است. این شهر به خطوط راه‌آهن آلمان متصل است؛ و رود لش از این شهر می‌گذرد. این شهر نیز نزدیک به رود دانوب است.
این شهر یکی از قدیمی‌ترین شهرهای آلمان است و سومین شهر برزگ ایالت باواریا است. جمعیت این شهر ۲۸۴٬۰۰۰ نفر است.